# Sherell Ford
Willard Sherell Ford (Baton Rouge, Luisiana; 26 de agosto de 1972) es un exjugador de baloncesto estadounidense que disputó una temporada en la NBA con Seattle SuperSonics y posteriormente desarrolló su carrera en Europa, América y Asia. Con 2,01 metros de estatura, jugaba en la posición de alero.

## Trayectoria deportiva

### Universidad
Tras jugar al baloncesto en el Proviso East High School en Maywood, Illinois -donde compartió equipo con Michael Finley y Donnie Boyce-, Ford ingresó en la Universidad de Illinois en Chicago. Allí jugó con los Flames durante tres años, promediando 26.2 puntos en 27 partidos en su última temporada, la 1994-95. Gracias a ello le otorgaron el Premio al mejor Baloncestista Masculino del Año de la Horizon League. 
Ford es, junto a Mark Miller, uno de los dos únicos jugadores de la universidad a los que se les ha retirado el número como homenaje a su carrera.

### Profesional
Ford fue seleccionado en la 26.ª posición del Draft de la NBA de 1995 por Seattle SuperSonics, donde únicamente disputó 28 partidos y anotó 90 puntos hasta que fue cortado por el equipo el 31 de octubre de 1996. No regresó a la NBA, aunque en los siguientes años fichó como agente libre con Cleveland Cavaliers y New Jersey Nets, sin llegar a debutar en ambos.
Pasó 3 años en la CBA, jugando con La Crosse Bobcats, Grand Rapids Hoops y Yakima Sun Kings, promediando 14.8 puntos, 4.3 rebotes y 1.3 asistencias en 126 encuentros. 
A partir de 1999, Ford se convirtió en todo un trotamundos. Su primer destino fue el Esperos Kallitheas Athina de la A1 Ethniki de Grecia, y al año siguiente recaló en el Avtodor Saratov de la Superliga de Baloncesto de Rusia, donde promedió 19.4 puntos en 33 partidos. Continuó su carrera entre Europa y el Medio Oriente jugando para el Sagesse Beirut del Líbano, el Znicz Pruszków de Polonia, el Maccabi Givat Shmuel de Israel y el Étoile Angers Basket de Francia. 
En 2004 arribó por primera vez a Sudamérica, contratado por el Peñarol Mar del Plata de la Liga Nacional de Básquet de Argentina. En ese equipo logró uno de los mejores registros estadísticos de su carrera con 21.1 puntos, 6.4 rebotes y 1.7 robos en 52 partidos. Al finalizar la temporada fue reconocido por la prensa especializada como el Mejor Extranjero de la Liga Nacional de Básquet del año. El club Boca Juniors lo fichó como refuerzo extranjero de su plantel, pero en diciembre se desvinculó de la institución porteña para jugar en el Mersin Büyükşehir Belediyesi de la Türkiye 1. Basketbol Ligi. 
Luego retornó a tierras sudamericanas, firmando un contrato temporal con el Deportivo Valdivia. Finalizada esa experiencia, Ford optó por volver a la Argentina. Jugó así en la Liga Nacional de Básquet con Central Entrerriano y Obras Basket, y posteriormente en el Torneo Nacional de Ascenso con Regatas de San Nicolás, ICD Pedro Echague y Belgrano de San Nicolás. 

## Estadísticas de su carrera en la NBA

### Temporada regular
| Temporada | Edad | Equipo              | Liga | P  | TIT | MIN | TC  | TCA | %TC  | 3P  | 3PA | %3P  | TL  | TLA | %TL  | R.OF. | R.DEF. | REB | ASIS | ROB | TAP | PER | FP  | PTS |
| 1995-96   | 23   | Seattle SuperSonics | NBA  | 28 | 1   | 5.0 | 1.1 | 2.9 | .375 | 0.1 | 0.9 | .160 | 0.9 | 1.2 | .765 | 0.4   | 0.4    | 0.9 | 0.2  | 0.3 | 0.0 | 0.2 | 1.0 | 3.2 |
| Total     |      |                     | NBA  | 28 | 1   | 5.0 | 1.1 | 2.9 | .375 | 0.1 | 0.9 | .160 | 0.9 | 1.2 | .765 | 0.4   | 0.4    | 0.9 | 0.2  | 0.3 | 0.0 | 0.2 | 1.0 | 3.2 |